# Caraban
Caraban is een plaats in de regio Wheatbelt in West-Australië.

## Geschiedenis
Ten tijde van de Europese kolonisatie leefden de Juat Nyungah in de streek.
Herbert Stanley King bouwde er in 1904-06 op de zuidelijke oever van de rivier de Moore een huis voor zijn bruid, Clara Jones.

## 21e eeuw
Caraban maakt deel uit van het lokale bestuursgebied (LGA) Shire of Gingin. In 2021 telde Caraban 25 inwoners tegenover 32 in 2006.

## Toerisme
Caraban ligt aan de rivier de Moore, net ten noordwesten van het natuurreservaat 'Yeal Nature Reserve' en ten zuidoosten van het toeristisch kustplaatsje Guilderton. Er groeien tuart-bomen in de omgeving.

## Transport
Caraban ligt niet ver van de 'Indian Ocean Drive', 85 kilometer ten noordnoordwesten van de West-Australische hoofdstad Perth, 50 kilometer ten zuidzuidoosten van het kustplaatsje Lancelin en 42 kilometer ten westen van Gingin, de hoofdplaats van het lokale bestuursgebied waarvan het deel uitmaakt.